# Nicópolis del Istro
Nicópolis del Istro (en búlgaro: Никополис ад Иструм) fue una ciudad antigua romana que se mantuvo activa hasta los primeros tiempos del imperio Bizantino. La ciudad fue fundada por Trajano alrededor del año 101-106 d. C. en el cruce de los ríos Yantra y Rositsa en memoria de su victoria contra los Dacios. Sus ruinas se encuentran ubicadas en las inmediaciones de la localidad de Nikyup, a 20 km al norte de Veliko Tarnovo en Bulgaria. La ciudad tuvo su apogeo bajo los reinados de Trajano, Adriano, dinastía Antonina y dinastía Severa.
En 1984 este lugar fue inscrito en la Lista Indicativa de Bulgaria como paso previo para ser considerado como Patrimonio de la Humanidad por la UNESCO.

Esta antigua ciudad se encuentra cerca del pueblo de Nikyup, el distrito de Veliko Turnovo, a 20 km de la ciudad de Veliko Turnovo. Nicópolis del Istro fue fundada por el emperador romano Trajano después de sus victorias sobre los dacios en 101 y 106. Fue construida sobre un área de 30 ha y está rodeada por muros de fortaleza. Las villas, los talleres de artesanos y las necrópolis se encuentran fuera de los muros. La ciudad fue planeada de acuerdo con el sistema ortogonal. La red de calles, el foro rodeado por una columnata jónica y muchos edificios, una sala de dos naves más tarde convertida en basílica y otros edificios públicos han sido descubiertos en esta ciudad. Las ricas arquitecturas y esculturas muestran una similitud con las de las ciudades antiguas en Asia Menor, Éfeso, Milletus, Palmira, etc. Nicópolis del Istro acuñó sus propias monedas: 900 emisiones diferentes durante un siglo, con imágenes de sus propios edificios públicos. Fue un centro episcopal durante el período bizantino temprano y fue destruida por las invasiones de los ávaros a finales del siglo VI. Un asentamiento medieval búlgaro surgió sobre sus ruinas más tarde (siglos X-XIV). Nicópolis del Istro es un sitio importante y es visitado por miles de turistas búlgaros y extranjeros y por muchos especialistas. Se ha declarado monumento cultural y se toman escrupulosos cuidados para futuras excavaciones, investigaciones y divulgaciones.
 Descripción en la UNESCO

## Descripción
La ciudad clásica fue planificada acorde a un plano ortogonal. La red de calles, el foro rodeado por una columnata jónica y otros muchos edificios tales como una sala de dos naves que más tarde se convirtió en una basílica y otros edificios públicos han sido descubiertos. La rica arquitectura y esculturas muestran una similitud con las de los antiguos pueblos de Asia Menor. En Nicópolis del Istro se emitieron monedas con las imágenes de sus propios edificios públicos.
En el 447, la ciudad fue destruida por los hunos de Atila. Tal vez ya se había abandonado antes del principio del siglo V. En el siglo VI, fue reconstruida como una poderosa fortaleza que encerraba poco más que edificios militares e iglesias, siguiendo una tendencia muy común en las ciudades de ese siglo en la zona del Danubio.
La mayor superficie de las extensas ruinas (21,55 hectáreas) de la ciudad clásica de Nicópolis no se han vuelto a recuperar, sólo una cuarta parte de ella (5,75 hectáreas), en la esquina sureste. La ciudad se convirtió en un centro episcopal durante la primera época bizantina. Finalmente fue destruida por las invasiones de los ávaros a finales del siglo VI. Un asentamiento búlgaro medieval surgió en la zona entre los siglos X al XIV.
La ciudad se puede decir que ha sido la cuna de la tradición literaria germánica. En el siglo IV el obispo godo, misionero y traductor Ulfilas (Wulfila) obtuvo el permiso del emperador Constancio II de emigrar con su rebaño de conversos a Moesia y establecerse cerca de Nicópolis en el 347-8. Allí inventó el alfabeto gótico y tradujo la Biblia del griego al gótico.

## Galería

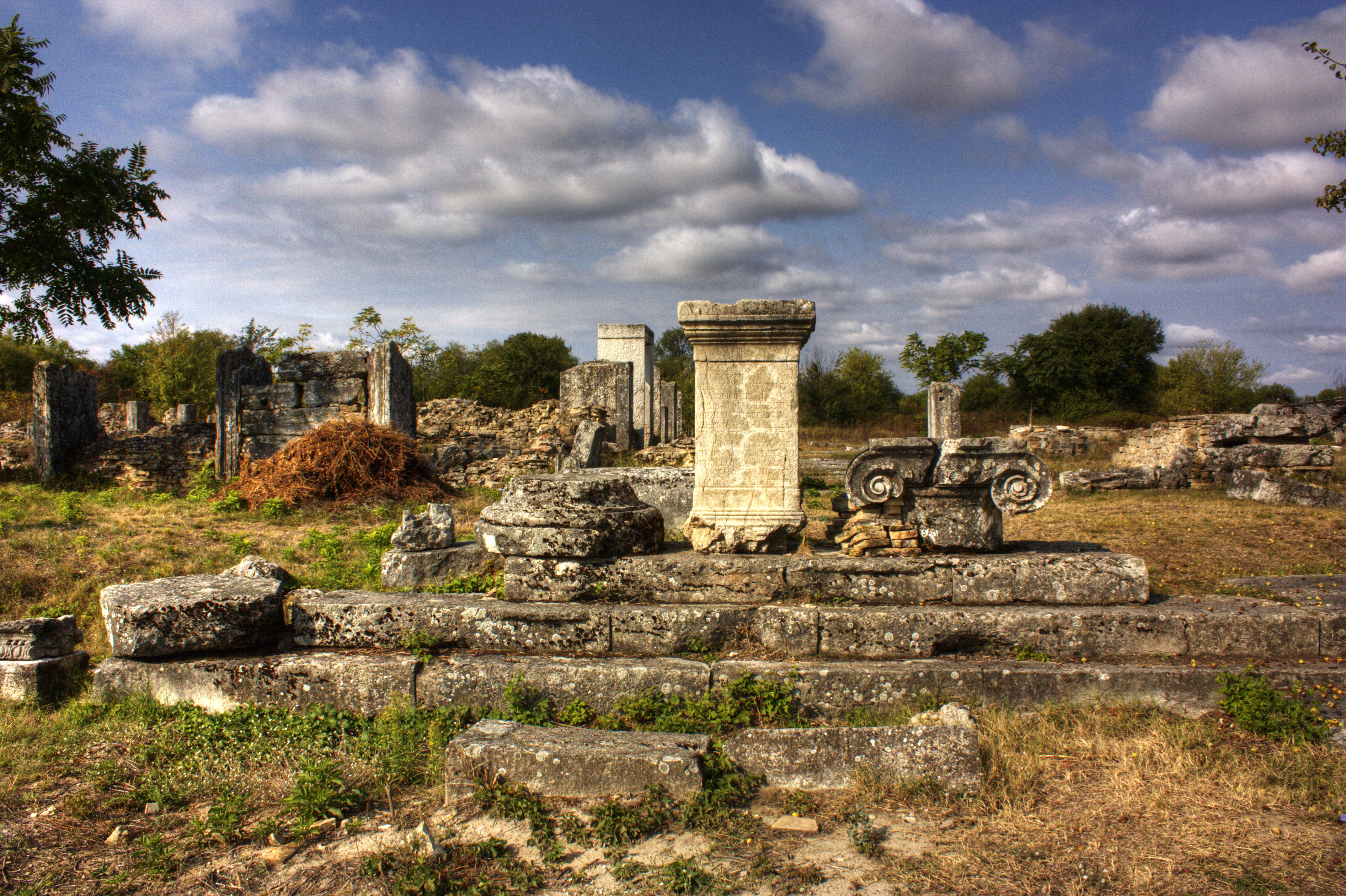
Vista general de las ruinas de Nicopolis ad Istrum.
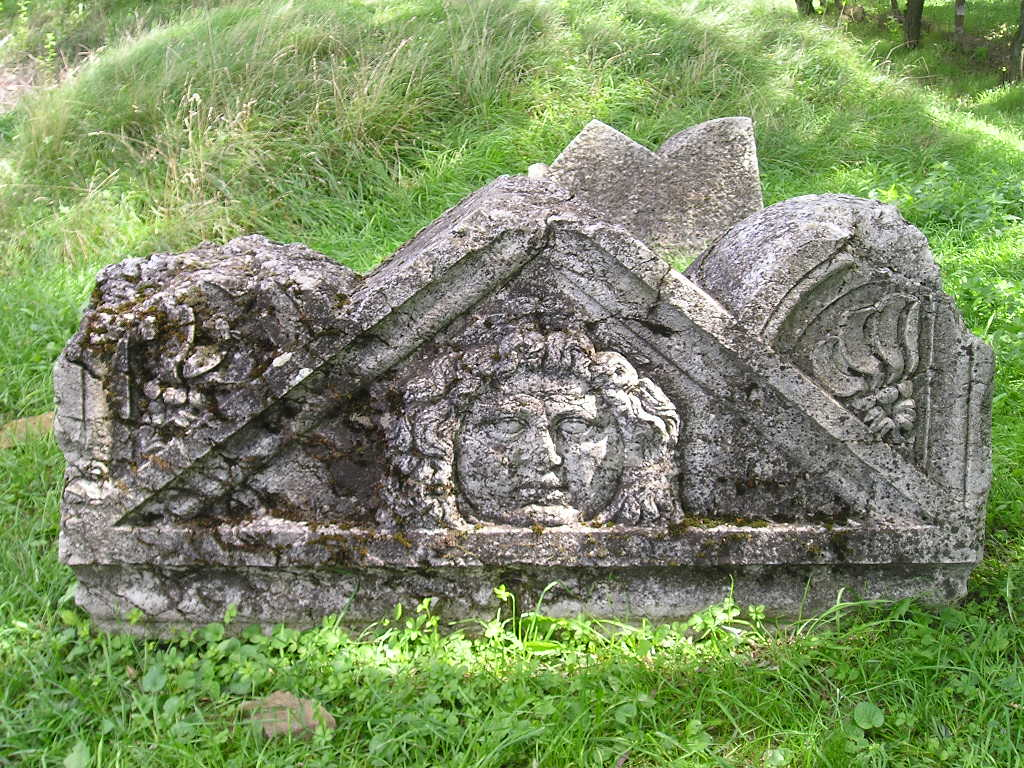
Frontón con relieve.
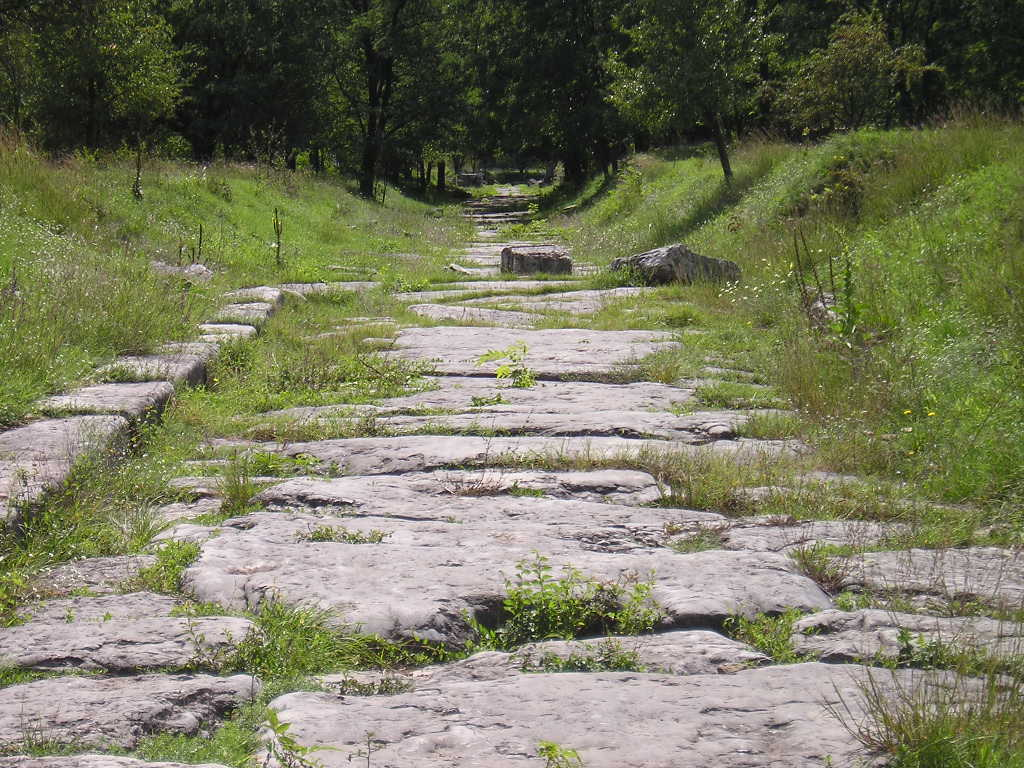
Calzada romana..
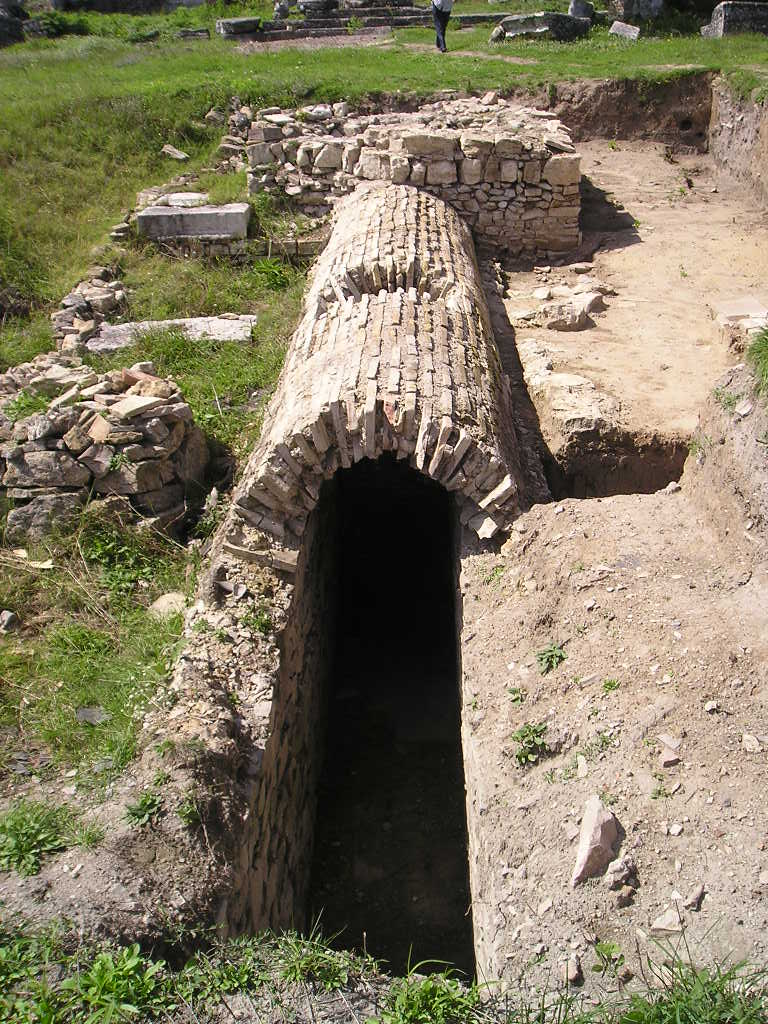
Alcantarilla principal.